# 八重沢憲一
八重沢 憲一（やえざわ けんいち、1951年9月30日 - ）は、青森県三沢市出身の元プロ野球選手（内野手）。

## 来歴・人物
三沢高では遊撃手として、同学年でエースの太田幸司とともに3季連続で甲子園に出場。1968年夏の選手権は2回戦に進むが、海星高に敗退。翌1969年春の選抜は1回戦で楠城徹のいた小倉高を降すが、2回戦で浪商に敗れる。同年夏の選手権では一番打者としてチームを牽引し、準決勝では玉島商のエース松枝克幸（法大－西川物産）の好投に苦しむが3-2で辛勝。決勝は太田と松山商の井上明との投げ合いとなり、延長18回0-0で引き分け。翌日の再試合の末2-4で敗退したものの、三沢高の準優勝に大きく貢献した。他の高校同期に捕手の小比類巻英秋（三和銀行）、四番打者、三塁手の桃井久雄（日大）がいる。8月末からは太田らとともに全日本高校選抜の一員としてブラジル・ペルー・アメリカ遠征に参加する。
当初は進学希望であったが、ドラフトで太田を指名した近鉄が接触すると1969年にドラフト外で東映フライヤーズへ入団。1970年に一軍に上がり、遊撃手、三塁手として2試合に先発出場。1971年にはジュニアオールスターに選出されるが、一軍では控え内野手にとどまる。1974年には自己最多の43試合に出場、5月には3試合に遊撃手として先発するが打撃面で伸び悩む。
1975年オフに服部敏和、永淵洋三、市橋秀彦とのトレードで阪本敏三と共に近鉄バファローズへ移籍し、再び太田とチームメイトになった。ここでは一軍出場の機会はなく、1976年限りで引退。
現在は、自営業。

## 詳細情報

### 年度別打撃成績
| 年 度    | 球 団              | 試 合 | 打 席 | 打 数 | 得 点 | 安 打 | 二 塁 打 | 三 塁 打 | 本 塁 打 | 塁 打 | 打 点 | 盗 塁 | 盗 塁 死 | 犠 打 | 犠 飛 | 四 球 | 敬 遠 | 死 球 | 三 振 | 併 殺 打 | 打 率 | 出 塁 率 | 長 打 率 | O P S |
| -------- | ------------------ | ----- | ----- | ----- | ----- | ----- | -------- | -------- | -------- | ----- | ----- | ----- | -------- | ----- | ----- | ----- | ----- | ----- | ----- | -------- | ----- | -------- | -------- | ----- |
| 1970     | 東映 日拓 日本ハム | 17    | 18    | 16    | 3     | 3     | 0        | 0        | 1        | 6     | 1     | 0     | 0        | 1     | 0     | 1     | 0     | 0     | 5     | 1        | .188  | .235     | .375     | .610  |
| 1971     | 東映 日拓 日本ハム | 10    | 10    | 9     | 0     | 1     | 0        | 0        | 0        | 1     | 0     | 0     | 0        | 0     | 0     | 1     | 0     | 0     | 4     | 0        | .111  | .200     | .111     | .311  |
| 1972     | 東映 日拓 日本ハム | 13    | 15    | 14    | 0     | 1     | 0        | 0        | 0        | 1     | 0     | 0     | 0        | 1     | 0     | 0     | 0     | 0     | 6     | 0        | .071  | .071     | .071     | .143  |
| 1973     | 東映 日拓 日本ハム | 6     | 9     | 8     | 0     | 0     | 0        | 0        | 0        | 0     | 0     | 1     | 0        | 0     | 0     | 1     | 0     | 0     | 2     | 0        | .000  | .111     | .000     | .111  |
| 1974     | 東映 日拓 日本ハム | 43    | 61    | 51    | 3     | 4     | 0        | 0        | 1        | 7     | 2     | 0     | 1        | 4     | 0     | 6     | 0     | 0     | 14    | 2        | .078  | .175     | .137     | .313  |
| 1975     | 東映 日拓 日本ハム | 18    | 16    | 15    | 1     | 1     | 0        | 0        | 1        | 4     | 1     | 0     | 0        | 1     | 0     | 0     | 0     | 0     | 5     | 0        | .067  | .067     | .267     | .333  |
| 通算:6年 | 通算:6年           | 107   | 129   | 113   | 7     | 10    | 0        | 0        | 3        | 19    | 4     | 1     | 1        | 7     | 0     | 9     | 0     | 0     | 36    | 3        | .088  | .156     | .168     | .324  |

- 東映（東映フライヤーズ）は、1973年に日拓（日拓ホームフライヤーズ）に、1974年に日本ハム（日本ハムファイターズ）に球団名を変更

### 記録
- 初出場：1970年4月16日、対近鉄バファローズ3回戦（後楽園球場）、6回表2死から遊撃手として出場
- 初打席：同上、鈴木啓示の前に三振
- 初先発出場：1970年8月15日、対近鉄バファローズ15回戦（八戸市長根球場）、9番・遊撃手で先発出場
- 初安打・初本塁打：同上、2回裏に佐々木宏一郎からソロ

### 背番号
- 6 （1970年 - 1974年）
- 39 （1975年）
- 36 （1976年）